# La tragedia del capitano Scott
La tragedia del capitano Scott (Scott of the Antarctic) è un film del 1948 diretto da Charles Frend.

## Trama
La storia prende spunto da un evento realmente accaduto, la spedizione Terra Nova impresa tentata nel 1911 dall'esploratore Robert Falcon Scott, il quale intendeva organizzare il viaggio e raggiungere il Polo Sud geografico, per la prima volta.
Il 9 settembre 1904, Robert Falcon Scott (John Mills) è a bordo della sua nave "Discovery" di ritorno dalla sua prima spedizione in Antartide, che lo aveva portato a 480 miglia dal polo, e con l'idea di diventare il primo essere umano a raggiungere il Polo Sud geografico che continua a perseguitarlo. Nel 1908 inizia a mettere in atto il suo progetto ma deve fare i conti con la scarsità di fondi a disposizione, infatti il contributo pubblico di 20.000 sterline non è del tutto sufficiente. Si reca, inoltre, in Norvegia per provare delle motoslitte alla presenza dell'esploratore polare Fridtjof Nansen il quale, però, consiglia vivamente a Scott di servirsi solo di slitte trainate cani che, in caso di necessità, possono essere sacrificati ed utilizzati come cibo. Scott risponde che l'amore degli inglesi verso gli animali impedirebbe tale soluzione. Nel 1910, finalmente, la sua nave, la "Terra Nova", può salpare per il Polo Sud e fa tappa a Lyttelton (Nuova Zelanda), dove Scott riceve la notizia che anche il norvegese Roald Amundsen è in viaggio verso la stessa meta. Scott, allora, parla al suo equipaggio dicendo che le scoperte scientifiche sono più importanti che vincere la competizione fra chi arriva per primo al Polo Sud. Dopo aver svernato sulla costa antartica, in primavera un piccolo contingente di uomini inizia il viaggio verso il polo a bordo di motoslitte, pony e slitte trainate da cani. Le motoslitte risultano presto inservibili e circa a metà strada, come previsto, i pony vengono uccisi per procurarsi il cibo mentre alcuni uomini sono rimandati indietro con i cani. A circa tre quarti del percorso, Scott sceglie quattro uomini, Edward Wilson (Harold Warrender), Edgar Evans (James Robertson Justice), Lawrence Oates (Derek Bond) e Henry Bowers (Reginald Beckwith), che lo accompagneranno fino al polo, sperando di tornare entro la fine del marzo 1912. La squadra riesce a raggiungere la meta tra il 17 e il 18 di gennaio del 1912 ma vi trovano la bandiera norvegese già piantata da Roald Amundsen.
Profondamente delusi e scoraggiati, gli uomini di Scott iniziano il lungo viaggio del ritorno. Quando raggiungono le montagne che costeggiano l'altopiano polare, il dottor Wilson, il braccio destro di Scott, mostra agli altri uomini alcuni fossili di alghe e alberi che ha trovato e che gli confermano che un tempo l'Antartide doveva essere un luogo caldo. Con il passare dei mesi, l'accrescersi della fatica e delle privazioni e il peggioramento del clima, con temperature tra le più fredde mai registrate, si aggravano le condizioni dei cinque uomini, soprattutto quelle di Evans, che ha un brutto taglio alla mano, e di Oates, che ha un piede gravemente congelato. Evans, alla fine, muore e viene sepolto sotto la neve mentre Oates, rendosi conto che sta rallentando i compagni, si sacrifica strisciando fuori dalla tenda e lasciando un biglietto su cui scrive le storiche parole: «Sto uscendo, può darsi che rimanga via un po' di tempo». Alla fine, i superstiti giungono a sole 11 miglia da un deposito di rifornimenti mentre scoppia l'ennesima bufera di neve. Sarà la loro fine, moriranno di fame e di freddo all'interno della tenda dopo che ognuno ha scritto le proprie lettere d'addio. Nella sua, il famoso "Message to the Public", Scott scrive "Non mi pento di questo viaggio...". 
Mesi dopo, in una limpida giornata di sole, una spedizione britannica di ricerca scopre la tenda quasi completamente coperta di neve. Verrà lì piantata una croce di legno su cui sono incisi i nomi dei cinque caduti e la citazione: "Impegnarsi, cercare, trovare e non cedere", verso conclusivo dalla poesia "Ulisse" di Alfred Tennyson.